# Mirko Hrgović
Mirko Hrgović (født 5. februar 1979) er en bosnisk fodboldspiller.

## Bosnien-Hercegovinas fodboldlandshold
| Bosnien-Herzegovinas landshold | Bosnien-Herzegovinas landshold | Bosnien-Herzegovinas landshold |
| År                             | Kmp                            | Mål                            |
| ------------------------------ | ------------------------------ | ------------------------------ |
| 2003                           | 7                              | 0                              |
| 2004                           | 4                              | 0                              |
| 2005                           | 2                              | 0                              |
| 2006                           | 8                              | 2                              |
| 2007                           | 6                              | 1                              |
| 2008                           | 1                              | 0                              |
| 2009                           | 1                              | 0                              |
| Total                          | 29                             | 3                              |